# Hans Neuburg
Hans Neuburg (20. březen 1904 Králíky – 24. června 1983 Curych) byl švýcarský grafický designér, typograf a teoretik českého původu.
V roce 1910 se přestěhoval do Curychu. Vyučil se jako obchodník a poté v roce 1928 byl zaměstnán jako reklamní textař u Maxe Dalanga. Pracoval na volné noze do té doby, než jej najal Jean Haecky jako reklamního manažera. V roce 1952 se na dva roky stal redaktorem časopisu Camera. Patřil ke čtveřici grafiků, kteří v Curychu vydávali trojjazyčný časopis Neue Grafik – New Graphic Design – Graphisme actuel, který od roku 1958 přispíval k výsadnímu postavení „švýcarské školy“. Tento časopis se na rozdíl od mezinárodně orientovaného časopisu Graphis dominantně soustředil na domácí tvůrce. Mezi další vydavatele patřili Carlo Vivarelli, Richard Paul Lohse a Josef Müller-Brockmann. Je nejen odborníkem na redakční práci, ale také na výstavnictví. Mezi výstavami byly Swiss National Exhibition (Švýcarská národní výstava) 1939 a Brusel World Fair z roku 1958.
Byl jedním z průkopníků International Typographic Style (Mezinárodní typografická škola), který následovali typografové jako Josef Müller-Brockmann, Wim Crouwel, Otl Aicher, Armin Hofmann.
Navrhl a editoval mnoho knih, včetně Alois Carigiet. Mit autobiografischen Aufzeichnungen des Malers, 50 Anni di Grafica Costruttiva, Conceptions of International Exhibition, Publicity and Graphic Design in the Chemical Industry, Graphic design in Swiss Industry, Moderne Werbe - und Gebrauchsgraphik
Je také autorem knih o klasickém designu Moderne Werbe – und Gebrauchsgraphik (1960), Graphic Design in Swiss Industry (1965), Publicity and Graphic Design in the Chemical Industry (1967) a Conceptions of International Exhibition (1969).